# Ласбела (мост)
Мост Ласбела (урду پل لسبيله‎) — автомобильно-пешеходный мост в Карачи через реку Лаяри. Мост находится в районе Ласбела техсила Лиакатабад города Карачи провинции Синд Пакистана. Мост Ласбела является одним из главных мостов города.
Джем Лас Белы был правителем штата Лас Бела провинции Белуджистан Пакистана. До провозглашения независимости Пакистана, одна из его официальных резиденций находилась рядом с рекой Лаяри. Область стала известна как Ласбела. Построенный мост над Лаяри стал известен как мост Ласбела.